# O Ewigkeit, du Donnerwort (BWV 60)
Pour les articles homonymes, voir O Ewigkeit, du Donnerwort.
O Ewigkeit, du Donnerwort (1) (Ô éternité, toi, parole foudroyante !), (BWV 60), est une cantate religieuse de Johann Sebastian Bach composée à Leipzig en 1723.

## Histoire et livret
Bach écrivit cette cantate en 1723 durant sa première année à Leipzig à l'occasion du vingt-quatrième dimanche après la Trinité et l'inaugura le 7 novembre 1723. Pour cette destination liturgique, une autre cantate a franchi le seuil de la postérité : la BWV 26. Elle est sous-titrée Dialogus zwischen Furcht und Hoffnung (Dialogue entre la Crainte et l'Espérance).
Les lectures prescrites pour le dimanche étaient Colossiens. 1:9–14 et Mat. 9:18–26, l'histoire de la fille de Jairus et de la femme qui toucha le vêtement de Jésus. Le poète inconnu voit quand elle se relève une prophétie de la résurrection, attendue avec une attitude de crainte et d'espoir. Deux figures allégoriques, Furcht (la peur) et Hoffnung (l'espoir) entament un dialogue. La cantate s'ouvre et se clôt par un choral, le premier vers de O Ewigkeit, du Donnerwort de Johann Rist, qui exprime la peur et le cinquième vers de Es ist genug de Joachim Burmeister. Par ailleurs, deux paroles de la Bible sont symétriquement juxtaposées dans les premier et quatrième mouvements. Herr, ich warte auf dein Heil (Exode 49:18), prononcées par Jacob sur son lit de mort, disent l'espoir face à la peur qu'exprime le choral. Selig sind die Toten (Révélation 14:13) est la réponse à un récitatif de peur (Bénis sont les morts).

## Structure et instrumentation
La cantate est écrite pour cor, deux hautbois d'amour, deux violons, alto et basse continue avec trois voix solistes (alto, ténor, basse) et chœur à quatre voix (seulement pour le choral final).
Il y a cinq mouvements :
1. aria (alto, ténor) : O Ewigkeit, du Donnerwort – Herr, ich warte auf dein Heil
2. récitatif (alto – ténor) : O schwerer Gang zum letzten Kampf und Streite! – Mein Beistand ist schon da
3. récitatif (alto – ténor) : Mein letztes Lager will mich schrecken – Mich wird des Heilands Hand bedecken
4. récitatif (alto – basse) : Der Tod bleibt doch der menschlichen Natur verhaßt – Selig sind die Toten
5. choral : Es ist genung (également : Es ist genug)

## Musique
La cantate est parfois appelée une cantate solo parce que des voix solistes jouent tous les mouvements sauf le choral final. Bach avait composé un dialogue trois semaines auparavant dans Ich glaube, lieber Herr, hilf meinem Unglauben, BWV 109, comme dialogue intérieur donné à un chanteur. Dans cette cantate il assigne la peur à l'alto, l'espoir au ténor et les fait chanter trois mouvements en dialogue. Dans le quatrième mouvement, c'est la basse, la Vox Christi (voix du Christ) qui répond à la peur avec Selig sind die Toten,.
Dans le premier duo, une fantaisie chorale, l'alto (la peur) et le cor jouent le choral accompagnés de cordes en trémolos que Gardiner rapporte au style agité (stile concitato) de Monteverdi. Le ténor (l'espoir) fait contraste avec la tirade de Jacob.
Le second duo est un récitatif, monté deux fois en arioso : La peur chante le mot martert comme un mélisme chromatique en brefs accords du continuo, l'espoir souligne le dernier mot, ertragen dans un long mélisme.
Le troisième duo, central, est dramatique et pour cette raison ne reprend pas la forme da capo mais est plus près d'un motet, les ritournelles instrumentales assurant la cohésion formelle. Trois différentes sections sont développées de façon similaire : La peur commence, l'espoir répond, les deux chantent simultanément, l'espoir a le dernier mot. Même les instruments s'opposent, parfois en même temps : le violon solo (qui représente l'espoir) joue de douces harmonies face aux rythmes pointés des hautbois d'amour et du continuo (qui représente la peur).
Le dernier duo n'oppose plus la peur et l'espoir mais la peur rencontre la Vox Christi qui cite trois fois les paroles de consolation de la Révélation comme un arioso à chaque fois amplifié.
La mélodie du choral final, originellement de Johann Rudolph Ahle, commence avec une séquence inhabituelle de quatre notes progressant par pas de secondes majeur couvrant ensemble un intervalle de triton. Alban Berg utilisera la disposition du choral de Bach dans son Concerto à la mémoire d'un ange.
En 1724 Bach écrivit une cantate chorale entièrement sur le choral O Ewigkeit, du Donnerwort, BWV 20 pour le premier dimanche après la Trinité.

## Sources
- (en) Cet article est partiellement ou en totalité issu de l’article de Wikipédia en anglais intitulé « O Ewigkeit, du Donnerwort, BWV 60 » (voir la liste des auteurs).
- Gilles Cantagrel, Les cantates de J.-S. Bach, Paris, Fayard, mars 2010, 1665 p.  (ISBN 978-2-213-64434-9)